# Standardizirani moment
Standardizirani moment k-tega reda realne slučajne spremenljivke X za srednjo vrednost je v teoriji verjetnosti in statistiki enak 
{\displaystyle {\frac {\mu _{k}}{\sigma ^{k}}}\!}
kjer je 
- µk k-ti centralni moment srednje vrednosti
- σ je standardni odklon

To je normalizacija momenta n-tega glede na standardni odklon.

## Lastnosti
- prvi standardizirani moment je enak 0
- drugi standardizirani moment je enak 1.
- tretji standardizirani moment predstavlja koeficient simetrije
- četrti standardizirani moment je koeficient sploščenosti

Sploščenost in koeficient simetrije se lahko določita tudi s pomočjo kumulant.